# Kupeskriktrast
Kupeskriktrast (Turdoides gilberti) är en hotad, skogslevande fågel i familjen fnittertrastar inom ordningen tättingar. Den förekommer endast i ett litet område på gränsen mellan Nigeria och Kamerun i Afrika.

## Utseende och läten
Kupeskriktrasten är en stor (23 cm), svartvit skriktrast. Diagnostiskt är kombinationen av kastanjebrun kropp och vitt på ansikte och bröst. Vingarna är olivgrå, liksom stjärten. Lätet beskrivs som ett hårt "chrook chrook". Från kringflygande grupper hörs högljutt tjattrande läten.

## Utbredning och systematik
Kupeskriktrasten förekommer i bergsskogar i sydöstra Nigeria och sydvästra Kamerun. Den behandlas som monotypisk, det vill säga att den inte delas in i några underarter.

### Släktestillhörighet
Kupeskriktrasten placeras traditionellt i släktet Kupeornis. DNA-studier visar dock att skriktrastsläktet  Turdoides är parafyletiskt visavi Kupeornis och Phyllanthus. Olika auktoriteter behandlar dessa resultat på olika vis. Vanligen bryts en grupp med huvudsakligen asiatiska skriktrastar ut från Turdoides till det egna släktet Argya, medan Kupeornis och Phyllanthus inkorporeras i Turdoides i begränsad mening. BirdLife International har dock valt att behålla dessa två som egna släkten.

## Levnadssätt
Kupetrasten rör sig genom skogen i flockar om tio till tolv fåglar, ofta i artblandade grupper, framför allt med gråhuvad grönbulbyl. Den hittas huvudsakligen trädtaket, ibland även på lägre nivåer.

## Status
Artens utbredningsområde är litet och dess levnadsmiljö är hotat av avverkning. Beståndet uppskattas till mellan 7 000 och 15 000 vuxna individer. Från att tidigare ha ansetts vara starkt hotad kategoriserar internationella naturvårdsunionen IUCN arten sedan 2017 som sårbar.